# سامي أنجوت
سامي أنجوت (بالإنجليزية: Sammy Angott)‏ مواليد 17 يناير 1915 في واشنطن، بنسيلفانيا - الوفاة 22 أكتوبر 1980، كان ملاكم أمريكي سابق صنّف ضمن فئة الوزن الخفيف.

## إحصائيات
خاض خلال مسيرته 131 نزالا، فاز في 94 وتعادل في 8 وخسر في 29. فاز بالضربة القاضية في 23 نزالا.

## روابط خارجية
- سامي أنجوت على موقع بوكس ريك (الإنجليزية) (registration required)